# Introduction et variations sur une ronde populaire
Introduction et variations sur une ronde populaire est une œuvre de musique de chambre de Gabriel Pierné composée en 1936 pour quatuor de saxophones.

## Présentation
Introduction et variations sur une ronde populaire est composé en 1936 à Ploujean à destination du quatuor de saxophones du saxophoniste Marcel Mule,,.
La partition, écrite pour saxophone soprano, saxophone alto, saxophone ténor et saxophone baryton, est dédiée aux membres du Quatuor de saxophones de la Garde républicaine : MM. Mule, Romby, Charron et Chauvet,.
L'œuvre est créée à Paris par l'ensemble dédicataire le 20 mars 1937 à l'École normale de musique, quelques mois avant la mort du compositeur, lors d'un concert de la Société nationale de musique,,,.

## Structure et analyse
Introduction et variations sur une ronde populaire est d'une durée moyenne d'exécution de huit minutes trente environ.
Le musicologue Jacques Tchamkerten relève que l'ouvrage consiste en « « variations libres », le thème de ronde — malheureusement non identifié — faisant l'objet d'un traitement dépourvu de tout systématisme, selon le bon plaisir du musicien ».
Après une introduction (Andantino), « mélancolique pavane » interrompue à deux reprises par un « écho du thème de ronde », vient l'exposition du thème en entier au saxophone soprano, puis une première variation. Celle-ci « est entrecoupée par un épisode plus lent, aux plaintifs chromatismes, vite interrompu par la reprise du mouvement initial ». La deuxième variation est une courte fugue dont la strette mène à un retour du thème de ronde puis à la troisième variation (Un Poco Meno), aux « harmonies alanguies, entrecoupée par les cascades du soprano, ne laissant apparaître qu'une fugitive réminiscence du thème principal ». Le thème est en revanche au centre de la quatrième variation, à 
, « une tarentelle ponctuée par d'amusants déhanchés rythmiques ». Enfin, l'œuvre se termine par « une brève coda construite à partir des brillants traits de la deuxième variation ». 
Pour Georges Masson, l'ouvrage est une « perle ciselée qui jette ses derniers feux. Reliquat d'une élégance racée ».
La partition est publiée par Alphonse Leduc.

## Discographie
- Pierné: complete piano works, chamber, orchestral & vocal music, historical recordings, 10 CD, Warner Classics, 2023[10] : CD 9, Quatuor de saxophones Deffayet.
- Gabriel Pierné, la musique de chambre, vol. 2, Quatuor de saxophones de Luxembourg, Timpani 2C1111, 2007[11].
- French Saxophone Quartets — Pierre-Max Dubois (Quatuor pour saxophones), Gabriel Pierné (Introduction et variations sur une ronde populaire), Jean Françaix (Petit quatuor pour saxophones), Alfred Desenclos (Quatuor pour saxophones), Eugène Bozza (Andante et scherzo), Florent Schmitt (Quatuor pour saxophones) — Kenari Quartet, Naxos 8.573549, 2016.